# Odilia Maria von Efferen
Odilia Maria Freiin von Efferen († 3. März 1684 in Bergheim) war die Tochter von Johann Dietrich von Efferen und Wilhelmine Gertrud von Metternich zu Zwiesel. Seit dem 26. Juli 1649 war sie die Herrin der Herrlichkeit Stolberg und der Burg Stolberg. Odilia Maria heiratete Ferdinand Freiherr Raitz von Frentz zu Kendenich. Nach dem Tod von Ferdinand heiratete sie Friedrich Wilhelm Caspar Freiherr von Schorlemer zu Overhagen.

## Leben
Odilia Maria bestand darauf, nur einen Spanier zu heiraten. Aus diesem Grunde erschien ihr zukünftiger Ehemann Ferdinand bei den ersten Treffen in spanischen Gewändern und spanisch sprechend, was Odilia sehr beeindruckte. Am 6. Oktober 1648 fand die Hochzeit in der Kölner Kirche St. Aposteln statt.
Der damalige Herzog von Jülich, Wolfgang Wilhelm von Pfalz-Neuburg übertrug Odilia Maria und Ferdinand am 27. Juli 1649 das Lehen der Herrlichkeit Stolberg sowie der Burg. Der Vergleich mit vorherigen Lehen zeigt allerdings wesentliche Unterschiede: Das Lehen war um das Bergregal geschmälert, das heißt Einkünfte aus Bergwerken und Mineralien fehlten. Außerdem erhielt das Paar das Lehen erst nach Zahlung von 1000 Reichstalern.
Odilia Maria hatte 7 Kinder, Ferdinand II., Odilia, Margareta Antonetta, Franz, Heinrich Adolf, Johann Sigismund und Franz Carl, der später Herr der Burg Stolberg wurde.
Am 28. März 1654 wurde das Lehen Ferdinand und Odilia vom neuen Herzog von Jülich Philipp Wilhelm erneut vergeben.
Die Wirtschaftskraft Stolbergs wuchs durch den im Jahre 1656 ausgebrochenen großen Stadtbrand von Aachen und zahlreiche Kupfermeister zogen von Aachen nach Stolberg. Zu ihnen gehörten die Familien Schardinel und von Asten, die unter anderem im Jahre 1658 den Kupferhof Blankenberg errichtete.
Odilia Marias Mann Ferdinand Freiherr Raitz von Frentz zu Kendenich verstarb am 14. März 1663. Da die Kinder, die das Lehen übernehmen sollten, noch nicht volljährig waren, wurde als Vormund der Großonkel Ferdinand Freiherr von Hövelich eingesetzt.